# Genista monspessulana
Genista monspessulana — вид квіткових рослин родини бобові (Fabaceae). Географічний епітет monspessulana натякає на його місці в Монпельє, Франція.

## Опис
Під 3 м чагарник, рідко до 5 м заввишки, з зеленими, тонкими гілками. Гілки волохаті сріблясто-шовковисті. Листя перисті, трійчасті, листові фрагменти від 10 до 15 мм, від неправильно-ланцетних до оберненояйцевидих, зазвичай у два рази довше ширини. Поверхня листя гола, нижня волохата. Черешок довжиною менше ніж 5 мм. Суцвіття складаються з 5 до 10 квітів. Від жовтого до світло-жовтого кольору квіти згруповані разом в коротких китицях по 3-9. Плоди в 2-3 см завдовжки, жорсткі, легко транспортуються водою і тваринами. Від 3 до 8 насіння у плоді. Вони є блискучими від коричневого до чорного, круглої або овальної форми.

## Поширення
Країни поширення: Північна Африка: Алжир; [пн.] Марокко; Туніс [немає в Тунісі за іншими даними]. Західна Азія: Ліван; Туреччина [зх.]. Кавказ: Грузія. Південна Європа: Албанія; Колишня Югославія; Греція; Італія [вкл. Сардинія, Сицилія]; Франція [пд. і Корсика]; Португалія [пд.]; Гібралтар; Іспанія. Натуралізований, також культивується. Населяє вологі лісу коркового дуба і каштана, серед європейських чагарників; 0-800 м. Має низьку толерантність до морозу. Росте найкраще з рясними опадами на піщаних ґрунтах.

## Використання
При введенні в нову область, може стати інвазійним видом рослин. Його репродуктивна бадьорість і перевага клімату Середземномор'я зробили його дуже успішним видом в Каліфорнії і Тихоокеанському Північному Заході, де він вважається шкідливим бур'яном. Ще більш поширений в Австралії, де також вважається шкідливим бур'яном. Проблемою є токсичність листя і насіння, які містять алкалоїди й отруйні для багатьох великих домашніх тварин.

## Галерея

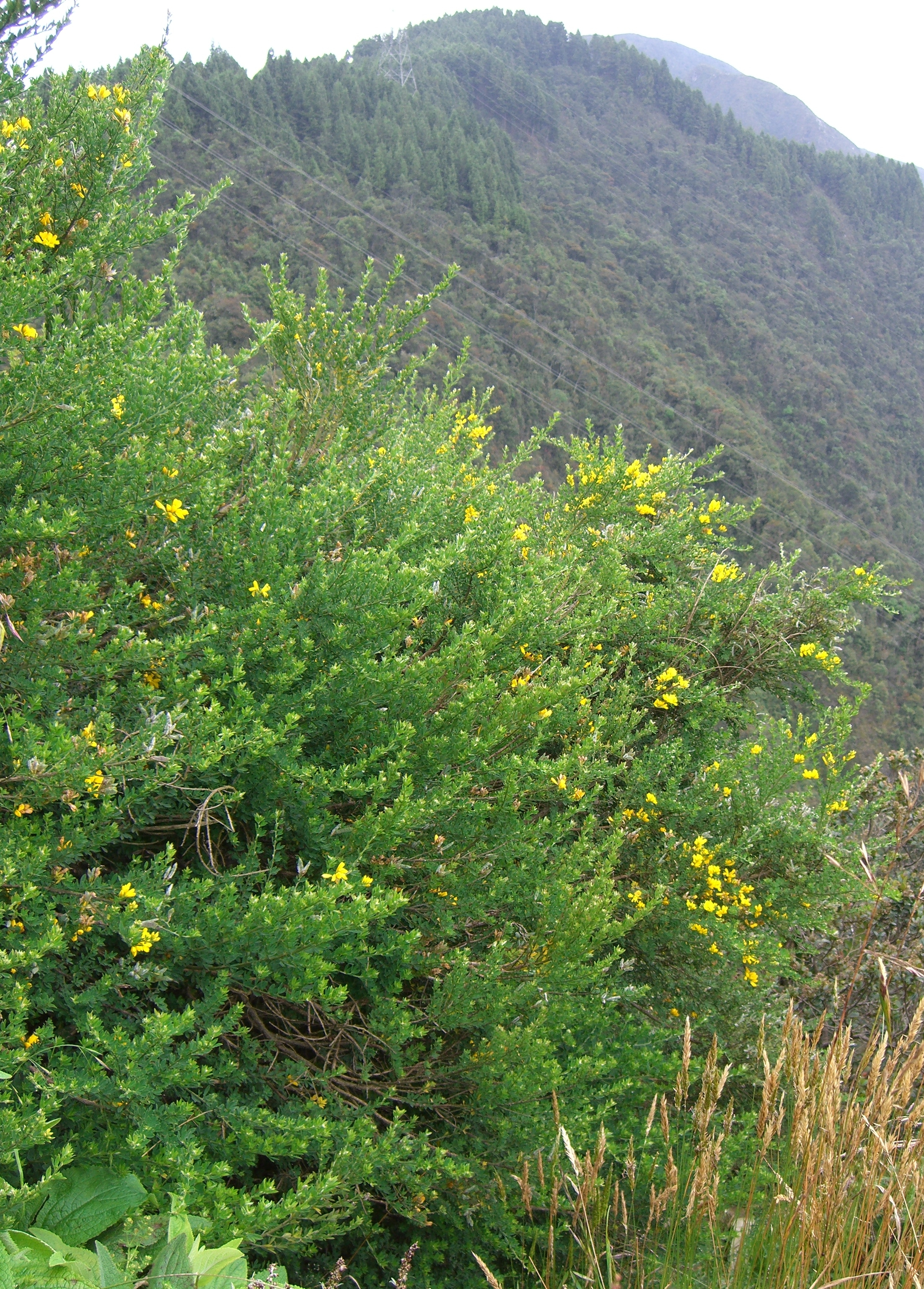
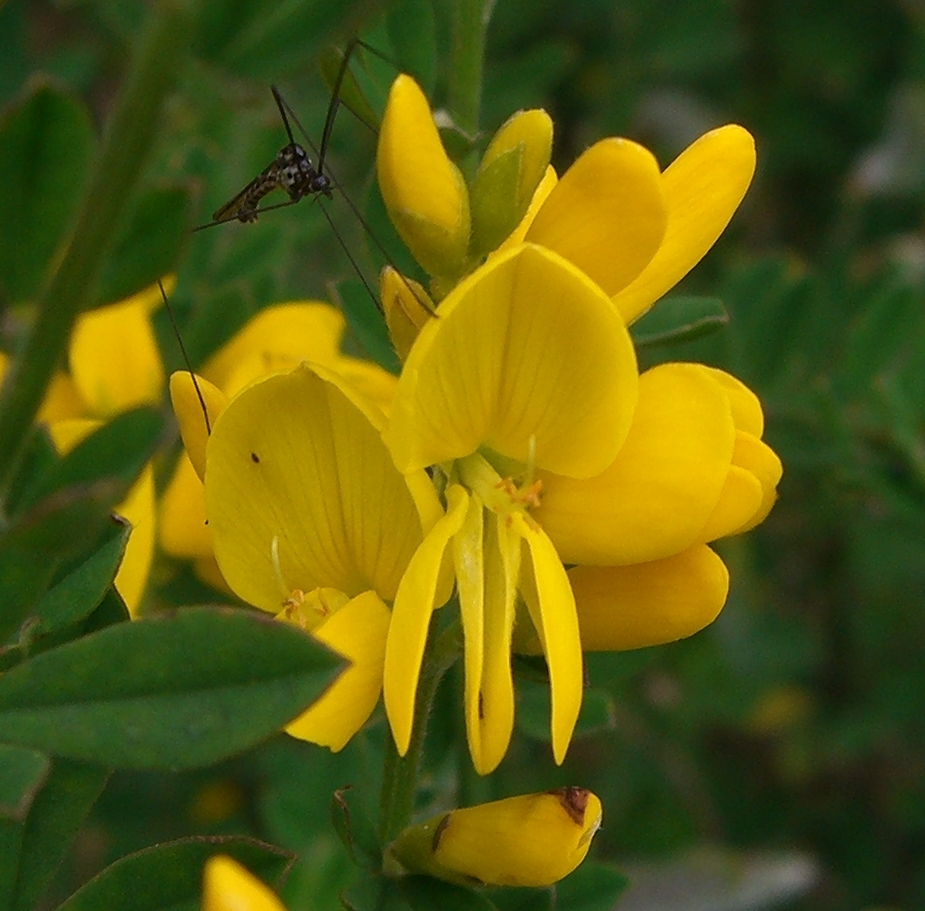
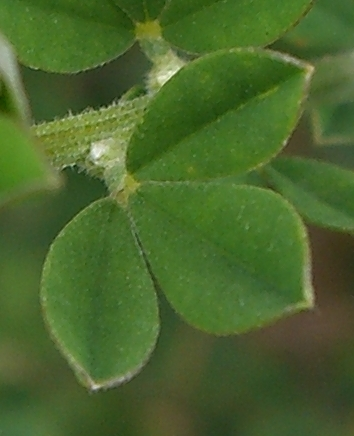
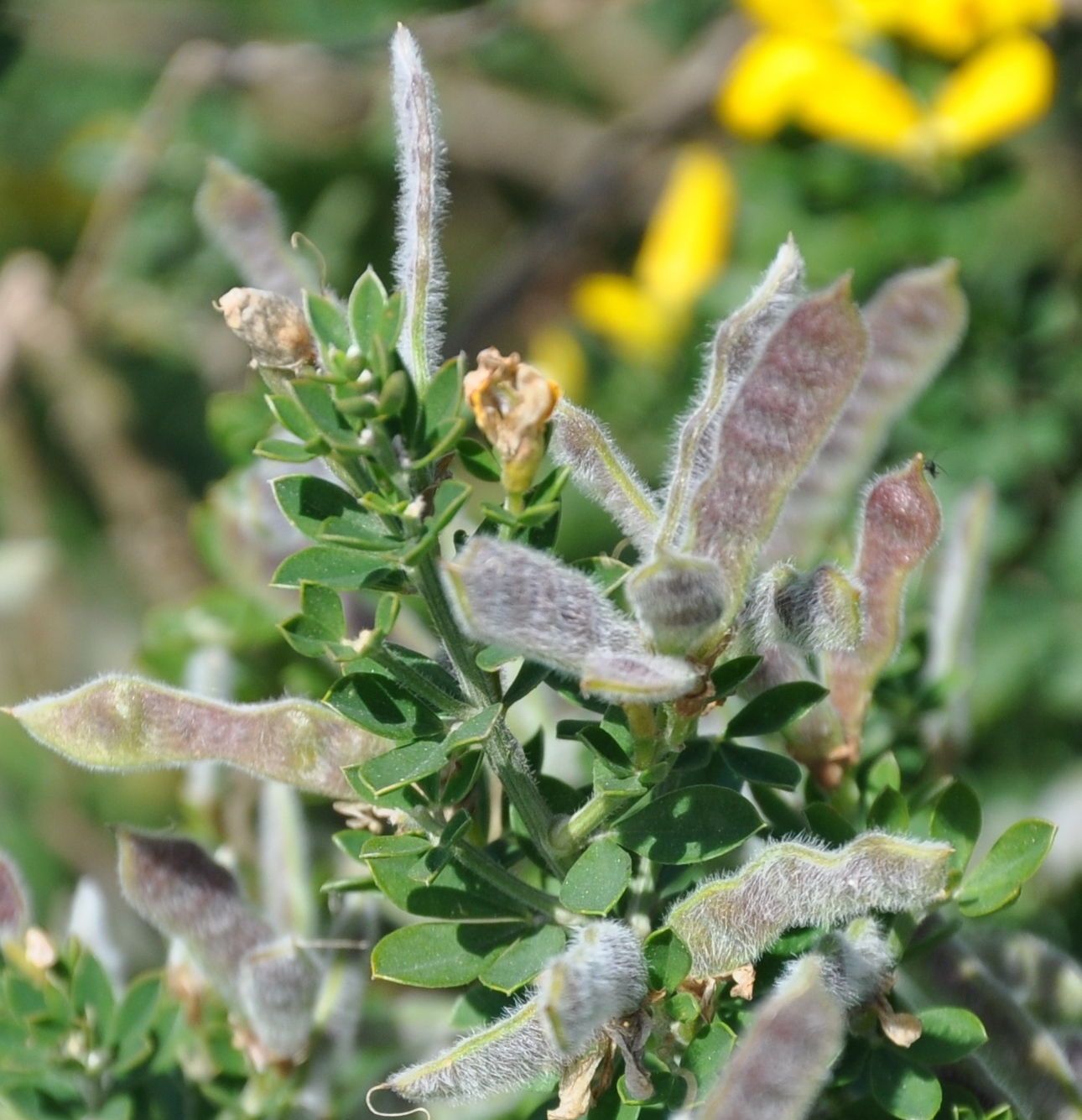